# Hayley Arceneaux

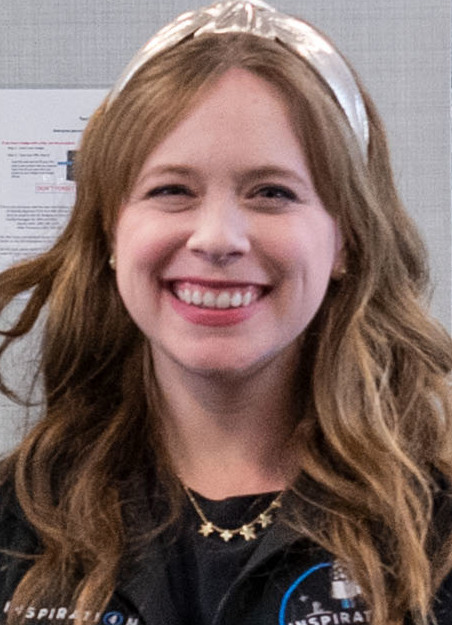
Hayley Arceneaux, 2022

Hayley Arceneaux (* 4. Dezember 1991 in Baton Rouge, Louisiana) ist eine US-amerikanische Arztassistentin, die im Jahr 2021 durch ihre Teilnahme an der karitativ-touristischen Raumfahrtmission Inspiration4 bekannt wurde. Sie war die bis dahin jüngste US-amerikanische Person im Weltraum und der jüngste Weltraumtourist.

## Leben
Arceneaux wurde Anfang der 1990er Jahre in Baton Rouge, der Hauptstadt des US-Bundesstaats Louisiana, geboren. Sie wuchs in der nahegelegenen Kleinstadt St. Francisville auf und zählt sich zu den Cajuns, einer frankophonen Bevölkerungsgruppe in Südlouisiana.
Im Alter von zehn Jahren wurde bei ihr ein Knochentumor im linken Oberschenkel diagnostiziert. Sie wurde im St. Jude Children’s Research Hospital in Tennessee behandelt und erhielt dort eine Knie- und Oberschenkelknochenprothese. Nach ihrer Genesung beschloss sie, eine Tätigkeit in diesem auf Krebsbehandlung spezialisierten Kinderkrankenhaus anzustreben. Sie absolvierte Praktika bei der Fundraising-Organisation des St.-Jude-Krankenhauses und im Rahmen von dessen Ausbildungsprogramm für angehende Onkologie-Studenten. Zudem engagierte sie sich bei der Kinderkrebshilfeorganisation Camp Horizon.
An der Southeastern Louisiana University erwarb Arceneaux 2014 einen Abschluss in Spanisch, um für den Umgang mit den zahlreichen spanischsprachigen St.-Judes-Patienten gerüstet zu sein. Zusammen mit 13 Mitstudenten wurde sie von der Hochschule für ihre herausragenden Leistungen ausgezeichnet. 2016 schloss sie eine Ausbildung zur Arztassistentin an der medizinischen Universität LSU Health in New Orleans ab. Anschließend arbeitete sie in der Notaufnahme des Krankenhauses Our Lady of the Lake in Baton Rouge.
Nach zahlreichen Bewerbungen erhielt sie im April 2020 die langersehnte Stellenzusage des St.-Judes-Krankenhauses. Sie trat diese Tätigkeit kurzfristig an und ist dort seitdem in der Betreuung von Leukämie- und Lymphompatienten tätig.
Am 5. Januar 2021 unterbreitete ihr der US-amerikanische Unternehmer und Milliardär Jared Isaacman das Angebot, ihn kostenlos auf einem mehrtägigen Flug mit einer von ihm gecharterten Crew-Dragon-Raumkapsel zu begleiten, und sie nahm dieses Angebot umgehend an. Bei dem Flug namens Inspiration4, der am 16. September 2021 startete, übernahm sie die Funktion der Bordmedizinerin und repräsentierte im Sinne von Isaacman die Tugend der Hoffnung. Neben Isaacman und Arceneaux nahmen der Luftfahrtingenieur Chris Sembroski und die Geowissenschaftlerin Sian Proctor an der Mission teil. Zuvor hatten alle vier ein Astronautentraining bei dem Betreiber des Raumschiffs absolviert, dem Unternehmen SpaceX.

## Freizeitaktivitäten
Mit etwa zehn Jahren erwarb Hayley Arceneaux den schwarzen Gürtel in Taekwondo. In den Medien wird sie als Abenteurerin beschrieben. Sie betrieb unter anderem Bungeespringen und bereiste 21 Staaten auf fünf Kontinenten.